# B. Ványi Gábor
B. Ványi Gábor (Tök, 1883. június 15. – Tök, 1954. május 19.) magyar gazdálkodó, kisgazdapárti országgyűlési képviselő.

## Élete
1883. június 15-én született Tökön, kisparaszti családban; apja 10 katasztrális hold földet birtokolt. A népiskola hat osztályának elvégzése után Budapestre ment, hogy munkát keressen. Első munkahelyei egyike egy fővárosi kocsma volt, ahová 1901-ben szegődött el, alkalmazottként, de a család paraszti gazdálkodásából is kivette a részét, illetve fuvarozást is vállalt.
Katonai szolgálatát 1904 és 1907 között teljesítette, ezt követően kertészként dolgozott: az 1908-as évben több tehetős villatulajdonos megbízásából végzett ilyen feladatokat, a Zugligetben, illetve Leányfalun. 1908-09-ben raktárkezelő, illetve mozigépész segéd álláshelyeket töltött be az Uránia moziban, 1910-től pedig postai alkalmazásba került: levélkiadó, majd levélkihordó lett.
Az első világháború kitörését követően több mint négy éven át, 1914. július 26-ától egészen 1919. január 3-ig volt katona az orosz fronton. Hazatérte után, 1919-ben a posta – betegségére való tekintettel – nyugdíjazta. Felgyógyulása után előbb az örökségként szerzett, 3 katasztrális holdnyi saját birtokán, majd a Nagyatádi-féle földreform során ahhoz kapott 1,5 holdnyi területen kezdett önálló gazdálkodásba.
Családi birtoka a következő időszakban, újabb földvásárlásokkal együtt 28 katasztrális holdra nőtt, ezen belül, a szántóföld művelési ágba sorolt területrészek mellett voltak szőlői és gyümölcsösei is, melyeket saját maga telepített, sőt méhészettel is foglalkozott.
1954. május 19-én, szülőfalujában hunyt el.

## Közéleti tevékenysége
1909. november 29-i megalapításától fogva tagja volt a Nagyatádi Szabó István által létrehozott Országos Függetlenségi és 48-as Gazdapártnak. Az 1920-as évek végén a Csoór Lajos nevéhez köthető, lojális ellenzéki pártnak számító Kisgazda, Kisiparos, Földműves Nagyatádi Pártban tevékenykedett. 1931-ben csatlakozott a Független Kisgazda-, Földmunkás- és Polgári Párthoz (FKGP), amelyben egészen 1948-ig a Tök községi szervezet elnöki tisztségét töltötte be.
Az 1947-es magyarországi országgyűlési választáson, 1947. augusztus 31-én, a Pest-Pilis-Solt-Kiskun és Bács-Bodrog megyei választókerületben pótképviselő lett, majd 1948. november 16-án behívták az Országgyűlésbe. A FKGP országos nagyválasztmányi tagja is volt.